# Pseudogelasimus
Pseudogelasimus is een geslacht van kreeftachtigen uit de klasse van de Malacostraca (hogere kreeftachtigen).

## Soorten
- Pseudogelasimus loii Serène, 1982
- Pseudogelasimus plectodactylus Tweedie, 1937